# Полтергейст: Наследие (1 сезон)
Ниже представлен список серий 1-го сезона сериала «Полтергейст: Наследие». 1-й сезон состоял из 21-й серии. Первая пилотная серия была продолжительностью в 2 серии. В пилотной серии были представлены члены сан-францисского дома «Наследия» — Дерек Рейн, глава дома, Алекс Моро, Ник Бойл, отец Филипп и Джулия Уокер. Также было рассказано о том, что отец Дерека, Уинстон Рейн искал по всему миру гробницы, в которые друиды заключили злых демонов. Ему удалось найти только одну гробницу и демон, вырвавшись из неё, убил Уинстона Рейна. Дерек поклялся найти все гробницы и это ему удалось.
Каждая серия сезона представляет собой отдельную историю, которая обычно происходит с одним членом сан-францисского дома или с несколькими из них.
Премьера сериала в США состоялась 21 апреля 1996 года на одном из каналов кабельного оператора The Showtime Network. В России премьера состоялась 20 января 1997 года на федеральном канале ОРТ. Канал транслировал не все серии в том порядке, в каком они были сняты и показаны в США.

## Сезон 1 (1996)
| № общий | № в сезоне | Название                                                 | Режиссёр         | Автор сценария      | | Дата премьеры     |                  |
| --- | ---------- | -------------------------------------------------------- | ---------------- | ------------------- | --- | ----------------- | ---------------- |
| 12 | 12         | «Пятая гробница (пилотный выпуск)» «The Fifth Sepulcher» | Стюард Гиллард   | Брэд Райт           | Джордан Бейн, Дэниэл Пилон, Майлс Фергюсон, Чад Коучик, Уильям Морган Шеппард, Джон Новак, Дэвид Фредерикс                                                                      | 21 апреля, 1996   | 20 января, 1997  |
| Дерека Рейна посещают видения пятой гробницы. Вместе с Ником и Джулией он отправляется в Ирландию на её поиски. Там они встречаются с Рэйчел Кориган и её дочерью Кэт, которые приехали на могилу своих родных — мужа Рэйчел и её сына, погибших в автокатастрофе. Рэйчел покупает в магазинчике древностей пятую гробницу по просьбе Кэт, которая видит в гробнице лишь красивый ящик. Демон, вырвавшись из пятой гробницы, совокупляется с Рэйчел. Рэйчел и Кэт привозят в сан-францисский дом и здесь Рэйчел рождает демона, которые собирает все гробницы и вызывает тёмные силы, которые готовятся разрушить весь мир. |            |                                                          |                  |                     | |                   |                  |
| 3 | 3          | «Грехи отца» «Sins of Father»                            | Аллан Истман     | Гарнер Симмонс      | Энтони Хилд, Суки Казер, Крис Грей, Джоэл Палмер, Уолтер Марш, Джудит Макси, Энтони Харрисон                                                                                    | 26 апреля, 1996   | 27 января, 1997  |
| Дэймона, друга Дерека Рейна, арестовывают за жестокое обращение с его сыном. Хотя на самом деле Дэймон уверяет, что он не прикасался к ребёнку и мальчика покалечила тёмная сила. Сына Дэймона привозят в сан-францисский дом и здесь выясняется, что на него нападает дух другого сына Дэймона, чью мать он бросил много лет назад. |            |                                                          |                  |                     | |                   |                  |
| 4 | 4          | «Беспощадный город» «Town Without Pity»                  | Кен Джиротти     | Роберт Мазелло      | Карэн Коновал, Дон Томсон, Габриэль Роз, Эндрю Кавадас, Хэган Беггс, Кёртис Бечдхолт, Дженни Мортил, Ник Манкузо, Джей Бразо                                                    | 3 мая, 1996       | 3 февраля, 1997  |
| Чтобы вывести Рэйчел из депрессии, Дерек посылает её вместе с Ником на расследование случаев исчезновения людей в местности рядом с провинциальным городком. Но они попадают в плен к сумасшедшему проповеднику. После того, как его прихожане умерли от чумы, проповедник, жаждавший власти, обманом задержал их души на земле и подчинил их себе. |            |                                                          |                  |                     | |                   |                  |
| 5 | 5          | «Дом» «The Tenement»                                     | Джерри Сикоритти | Фред Раппорт        | Джон Тейлор, Томас де Шуттер, Тами де Шуттер, Даг Абрахамс, Глория Кричлоу, Лори Энн, Бейб Долан, Дэвид Лонгуорт, Дэвид Кабитт, Скотт Свенсон, Фиона Хатчисон, Бенджамин Рэтнер | 10 мая, 1996      | 10 февраля, 1997 |
| Алекс добивается, чтобы Кайла Венса, владельца ветхого дома, в котором живут бедняки, приговаривают к наказанию — провести неделю в этом доме. Но встретившись с тёмной силой, Кайл зовёт на помощь Алекс и она помогает ему справиться с проклятием его рода. |            |                                                          |                  |                     | |                   |                  |
| 6 | 6          | «12-я пещера» «The Twelfth Cave»                         | Алан Истман      | Роберт Мазелло      | Марк Саундерс, Уильям МакДональд, Эрл Пастко, Дэвид Огден Стайерз, Говард Стори                                                                                                 | 17 мая, 1996      | 17 февраля, 1997 |
| Рэндольф Хичкок передаёт в дар «Наследию» древний свиток. Не подозревая о смертельной опасности, которую таит этот свиток, Дерек начинает его изучение. Он выясняет, что свиток являлся признанием Каина в убийстве своего брата Авеля, и владелец этого свитка вначале сходил с ума, а потом умирал. С помощью этого свитка Рэндольф хотел отомстить Дереку за смерть своей невесты, в гибели которой он винил Дерека. |            |                                                          |                  |                     | |                   |                  |
| 7 | 7          | «Человек в тумане» «Man in the Mist»                     | Марио Аззопарди  | Джеймс Капп         | Майкл Добсон, Стив Димополлос, Джейми Нокс, Эндрю Вилер, Тим Генри, Ричард Лаутш, Люк Корбелл, Билл Крофт, Чилтон Крэйн, Джулиан Стоун, Бетти Линде                             | 24 мая, 1996      | 24 февраля, 1997 |
| В наше время попадает капитан погибшего сто лет назад судна. «Наследие» помогает его душе обрести покой. |            |                                                          |                  |                     | |                   |                  |
| 8 | 8          | «Призрак на дороге» «Ghost in the Road»                  | Нейл Фернли      | Джеймс Капп         | Алекса Гилмор, Кен Крамер, Нуно Антунес, Алекс Дьякун, Мишель Бодуан, Фрэнк Грилло                                                                                              | 31 мая, 1996      | 3 марта, 1997    |
| Ник встречает на дороге молодую девушку. Он узнаёт, что девушка погибла несколько недель назад в автокатастрофе, и стала призраком. Ник помогает душе девушке освободиться от преследований её ревнивого друга, который не оставлял её в покое даже после смерти. |            |                                                          |                  |                     | |                   |                  |
| 9 | 9          | «Двойник» «Doppleganger»                                 | Алан Истман      | Билл Блейч          | Коллин Реннисон, Чэпел Джаффе | 7 июня, 1996      | 17 марта, 1997   |
| Сан-францисский дом получает из Каира саркофаг и ритуальные предметы из гробницы фараона. Кэт посещает призрак девочки, Кайли. Кайли была духом погибшей много столетий назад египетской принцессы, которая была похоронена не в соответствии с ритуалом, поэтому её дух долго скитался по Земле и решил заполучить новое тело в лице Кэт. |            |                                                          |                  |                     | |                   |                  |
| 10 | 10         | «Заместитель» «The Substitute»                           | Брэд Тёрнер      | Джерри Патрик Браун | Анна Хэган, Дженнифер Кармайкл, Пол Баттен, Хорхе Варгас, Тони Сэмпсон, Каж-Эрик Эриксен, Бен Кросс, Тобиас Мелер, Терри Келли                                                  | 14 июня, 1996     | 24 марта, 1997   |
| Чтобы отомстить учителю за придирки, мальчики католической школы с помощью старинного ритуала вызывают из ада дух убитого много лет назад чернокнижника. Теперь этот дух мечтает о мщении тем, кто его убил. Филиппу удаётся одолеть его, но после этого он навсегда покидает «Наследие». |            |                                                          |                  |                     | |                   |                  |
| 11 | 11         | «Будь смелее» «Do Not Go Gently»                         | Майкл Робисон    | Джон Ширлефф        | Вильям Дэвис, Ленно Бритос, Мэттью Уолкер, Молли Паркер, Уильям Деври, Джерри Вассерман                                                                                         | 21 июня, 1996     | 31 марта, 1997   |
| Хирург, мечтающий вылечить свои руки, искалеченные болезнью, добывает ритуальные предметы, которые могут вызывать чудовище, исполняющее любое желание. Но за это чудовище поглощает души людей во сне, убивая их. |            |                                                          |                  |                     | |                   |                  |
| 12 | 12         | «Кристальный скарабей» «The Crystal Scarab»              | Брэд Тёрнер      | Харт Хансон         | Риз Макбет, Терри Дэвид Маллиган, Николь Де Бур, Рой Тиннес, Брайан Джорж, Саша Попович                                                                                         | 28 июня, 1996     | 7 апреля, 1997   |
| Клэйтон Уоллес, друг Дерека, чтобы спасти умирающую дочь, покупает у торговца старинными безделушками кольцо и бусы с кристальным скарабеем. Кольцо, надетое на чью-то руку, вытягивает все силы из владельца кольца и отдаёт их тому, кто носит бусы. Умирающая дочь Клэйтона, получившая бусы, постепенно превращается в чудовище, лишённое жалости и стремящиеся выжить ценой жизни любого человека. |            |                                                          |                  |                     | |                   |                  |
| 13 | 13         | «Колокол Жирардуса» «The Bell of Girardius»              | Джозеф Скэнлан   | Роберт Мазелло      | Ллойд Берри, Джой Когхилл, Райан Майкл, Барбара Тайсон | 12 июля, 1996     | 28 апреля, 1997  |
| Миранда, служительница музея «Наследия», крадёт из коллекции, колокол Жирардуса, который может оживлять мёртвых. С помощью колокола она возвращает к жизни своего жениха Антона, знаменитого скрипача. Оживший Антон решает взять с собой на тот свет Миранду. |            |                                                          |                  |                     | |                   |                  |
| 14 | 14         | «Дух-лисица» «Fox Spirit»                                | Алан Истман      | Билл Блейч          | Эд Хонг-Луи, Аарон Перл, Роберт Люис, Эрик Кинлейсайд, Си Ма, Виктор Вонг, Колин Фу, Бенита Ха, Джей Дуглас Стюарт, Джон Ф. Паркер                                              | 19 июля, 1996     | 19 мая, 1997     |
| Случайно освободившись из заточения, в Чайнатауне появляется дух китаянки, который начинает терроризировать район. Члены сан-францисского дома узнают, что злой дух мстит за своего жениха, убитого сто лет назад и похороненного на кладбище, не в соответствии с ритуалом, что не позволило его душе соединиться с душой его невесты. |            |                                                          |                  |                     | |                   |                  |
| 15 | 15         | «13-е поколение» «The Thirteenth Generation»             | Брэд Тёрнер      | Гарнер Симмонс      | Джон Паркер, Мик Крестеджо, Ванесса Морли, Фрэнк Ч. Тёрнер, Арт Хиндл, Лоуренс Бэйн, Лори Холден, Хилари Стрэндж                                                                | 26 июля, 1996     | 26 мая, 1997     |
| Дерек расследует странные случаи гибели в провинциальном городке, который находится рядом с озером. Он узнает, что триста лет назад в этом озере была утоплена девушка, и теперь её дух уничтожает всех потомков священника, по приказу которого она была казнена. |            |                                                          |                  |                     | |                   |                  |
| 16 | 16         | «Тёмный священник» «The Dark Priest»                     | Брэд Тёрнер      | Грант Розенберг     | Дж.С. МакКензи, Сара МакЛахлан, Ксанта Рэдли, Питер ЛаКруа, Дэрси Лаури, Дерек Гамильтон, Том Шэнли                                                                             | 2 августа, 1996   | 9 июня, 1997     |
| Сыновья Левона Солтара, который перешел на темную сторону и был много лет назад убит отцом Ника, крадут из коллекции «Наследия» амулет, с помощью которого один из сыновей возвращает с того света своего отца. Его дух поселяется в теле сына и теперь мечтает о мщение «Наследию». |            |                                                          |                  |                     | |                   |                  |
| 17 | 17         | «Откровение» «Revelations»                               | Алан Истман      | Фрэнк Абателло      | Кэти Стюарт (I), Шантэль Стенд, Камилла Митчел, Дженнифер О’Нил, Элисон Хоззак, Эмили Хилл, Лоррейн Ландри, Дженнифер Гриффин, Брент Шеппард, Ингрид Теш                        | 16 августа, 1996  | 23 июня, 1997    |
| Рейчел расследует странный случай нападения на ученицу в школе, в которой раньше училась она сама. Члены «Наследия» выясняют, что директриса школы, чтобы оставаться вечно молодой, приносила в жертву учениц своей школы. |            |                                                          |                  |                     | |                   |                  |
| 18 | 18         | «Мощи св. Антония» «Bones of St. Anthony»                | Элен Шейвер      | Роберт Мазелло      | Алан Рачинс, Майкл Роджерс, Фрэнк Мур, Питер Ханлон, Линда Соренсон | 23 августа, 1996  | 30 июня, 1997    |
| Мистер Аркадий, старый враг «Наследия», решает воскресить демона, который помог бы ему завоевать мир. Он получает от коптской монахини частицу мощей святого Антония. Зуб демона, который находился в мощах, позволяет воссоздать одного из демонов, с которым сражался святой Антоний. |            |                                                          |                  |                     | |                   |                  |
| 19 | 19         | «Наследство» «The Inheritance»                           | Брэд Тёрнер      | Билл Блейч          | Хезер Хэнсон, Дэвид Эверхарт, Гарри Чок, Тони Бёртон, Дон С. Дэвис, Бетоу Ширкофф                                                                                               | 30 августа, 1996  | 12 мая, 1997     |
| После смерти своей тети Рейчел становится наследницей её дома. Рейчел, поселившись в этом доме, становится одержимой духом её умершей тети Ребекки, которая стремится теперь воскресить своего возлюбленного, умершего во время кровавого ритуала много лет назад. |            |                                                          |                  |                     | |                   |                  |
| 20 | 20         | «Сигнальщик» «The Signalman»                             | Брентон Спенсер  | Джордж Гейгер       | Ким Кондрашофф, Кевин Килнер, Питер Брайант | 6 сентября, 1996  | 14 июля, 1997    |
| Друг Алекс, Дэвид Прегер, обращается к ней за помощью по поводу странных явлений, свидетелем которых он стал, когда обследовал тоннель старой железной дороги, через который военные хотят пустить состав с отравляющими веществами. Много лет назад начальником станции рядом с тоннелем был предок Дэвида. По его вине состав с солдатами, который следовал через тоннель, потерпел крушение и все солдаты погибли. И теперь души этих солдат жаждут мщения. |            |                                                          |                  |                     | |                   |                  |
| 21 | 21         | «Расплата» «The Reckoning»                               | Майкл Робисон    | Гарнер Симмонс      | Шейна Тианн Унгер, Эндрю Джонстон, Элисон Мэттьюз, Зельда Рубинштейн, Джим Смит (I)                                                                                             | 13 сентября, 1996 | 21 июля, 1997    |
| Отец Филип приносит в сан-францисский дом металлический контейнер, который был найден случайно в монастыре, где Филип останавливался. Члены «Наследия» выясняют, что в контейнере заключен дух деда Рейчел, Джошуа Кантвэлла. Много лет назад Джошуа продал души своих дочерей темным силам, Уинстон Рейн убил его и заточил его дух в контейнер. Злой дух вырвался на свободу и решил похитить Кэт, чтобы отдать её душу темным силам и обрести бессмертие. |            |                                                          |                  |                     | |                   |                  |
| 22 | 22         | «Предатель среди нас» «A Traitor Among Us»               | Брентон Спенсер  | Билл Фролик         | Сьюзан Хоган, Филип Грейнджер, Лоуренс Дэйн | 20 сентября, 1996 | 28 июля, 1997    |
| Клип-шоу. В сан-францисский дом пребывают главы трех Домов «Наследия», чтобы судить Дерека Рейна по обвинению в заговоре с целью уничтожения дома. Свидетелями на суде становятся нынешние и бывшие члены сан-францисского дома. У каждого есть свои претензии к главе Дома, но они объединяются, чтобы защитить Дерека и помогают ему уничтожить вампира, который пробрался в «Наследие». |            |                                                          |                  |                     | |                   |                  |